# 尼夫赫人
尼夫赫人（俄语：Нивхи），舊稱吉利亚克人或基里亞克人（俄語稱呼），又叫作費雅喀族、飛牙喀、非牙哈等，是西伯利亞東南地區原住民族，分布於黑龍江下游至入海口以及庫頁島北部，即今俄羅斯聯邦的哈巴罗夫斯克边疆区和萨哈林州。這一地區多為稀疏針葉林帶，夏季溫和，冬季寒冷多雪，尼夫赫人長期以捕魚、狩獵、養犬為生，夏季居於沿海，冬季則遷至內陸。
學者認為，尼夫赫人可能源于更新世后期從外貝加爾山脈地區遷徙至此的新石器居民。千百年來，他們歷經其他民族的影響，從通古斯人的移民，到中國清朝的統治，至19世紀中葉，沙俄哥薩克兼并了尼夫赫人的土地并在此殖民，使他們成為常被忽略的少數民族。尼夫赫人信仰薩滿教，在冬季“熊祭”期間尤其重要；也有一些人皈依了俄羅斯東正教。如今在俄羅斯的尼夫赫人居住在俄式風格的房屋中，飲食被俄化；在日本的尼夫赫人則居住在城市或鄉村，飲食也被日本化，但在一定程度上受到日本人（大和民族）的歧視。
根據俄羅斯2002年的人口統計，尼夫赫總人口為5287人，多數使用俄語，僅有10%左右的族人仍使用本民族語言——尼夫赫語。尼夫赫語是一種孤立語言，有時歸類于古西伯利亞語，可分為四種方言。与阿伊努语也有相似之处。

## 族稱
“尼夫赫”是族人的自稱，在尼夫赫語中意為“人”。俄語轉寫的單數“Нивх”和複數“Нивхи”分別拉丁化為和，廣泛用于西方文獻中。在17至18世紀，俄羅斯殖民者最早稱之為“吉利亚克人”（Gilyak、Giliaks、Giliatski），該詞的詞源有爭議，可能源于周圍通古斯民族對尼夫赫人的他稱，或是對周邊某一通古斯民族的名稱的誤用。
中國史籍對尼夫赫人早有記載。唐代靺鞨有郡利部，朝廷設黑水府治其地。後渤海國興盛，降伏靺鞨。遼代稱其部為阿里眉屬五國部。金代稱之為吉里迷，元代作吉里迷、乞烈賓、吉烈滅，清代則定名為費雅喀 (穆麟德轉寫：fiyaka)。阿伊努人叫他們尼古奔（阿伊努语：ニグブン）或史米倫格（阿伊努语：スメレンクル）。黑龙江省民族研究所张松等认为唐代流鬼國之名即音译自尼夫赫人的自称。

## 起源
根據現有的考古資料，尼夫赫人的起源難以查考，他們傳統的捕魚、獵取沿海哺乳動物的生活方式以及狗拉雪橇的使用均與堪察加半島的堪察加人和科里亞克族很相似，原始信仰卻接近美洲西北的薩利希語民族。從體質人類學和遺傳學角度看來，尼夫赫人與周邊民族都不相同（蘇聯人類學家稱他們是蒙古人種中的黑龍江庫頁類型）。目前的考古學模型主張他們的極低生存模式起源于外貝加爾山區域的一種細石器文化，并在晚更新世甚至更早的時期隨移民擴展到黑龍江和庫頁島地區。這些細石器文化也可能是最早進入美洲的文化。在冰河時期，細石器文化很好地適應了西伯利亞地區的嚴酷氣候環境。隨著氣候轉暖，冰川消退，通古斯民族從南部遷移而來，并支配了當地原住民。尼夫赫人被看作是他們中適應了氣候改變而未被同化的唯一遺存。對庫頁島北部遺存進行的放射性碳測年結果表明，最早的遺址是特米河口的“Imchin Site 2”，屬于新石器時代，距今7000至6500年（公元前4950-4570年）。
俄羅斯旅行家馬克認為，他們生活在黑龍江下游至河口一帶，與通古斯語系民族一起生活，但是他們與通古斯人無關，他們與千島群島上的種群關係較大。尼夫赫人與通古斯人相比，色素深，輪廓突出，有人將他們歸入黑龍江庫頁島類型。

## 歷史
更新世晚期，氣候寒冷，庫頁島尚與歐亞大陸相連，尼夫赫先民即至此定居，冰期結束后，海平面上升，韃靼海峽將庫頁島與大陸阻隔，尼夫赫人因此分為兩個支系。元朝时則先后屬于遼陽等处行中书省的开元路和水達達路（設狗站）。到明朝，該地于永乐七年（1409年）设置奴儿干都司管轄，后在明宣宗宣德九年（1434年）废弃，清朝时则屬于吉林之三姓副都統轄區和黑龍江將軍轄區。《皇清職貢圖》提到松花江极东沿海岛屿也有其族人散居。三姓副都統衙門每年派員向費雅喀人徵收貂皮。满族“乌勒本”（转写：ulabun）中记载了具有满族血统的尼夫赫首领包鲁嘎汗的故事，反映了后金同尼夫赫人的早期接触。
17世纪晚期，沙皇俄国殖民者开始侵入。瓦西里·波亞爾科夫於1643年記述了“吉利亚克人”，即指尼夫赫人。尼夫赫人不斷受到騷擾，對哥薩克深惡痛絕，稱之為“kinrsh”（魔鬼）。1689年的中俄《尼布楚条约》规定外东北归中国所有，但19世纪中叶以后通過1858年的中俄《璦琿條約》和1860年的中俄《北京條約》，俄罗斯帝国最終吞并該地區。1857年至1906年，俄國人在庫頁島建立的殖民點收納了大量罪犯和流放的政治犯，其中，人類學家列夫·史坦伯格，最早記錄了尼夫赫人的民族志。移民數量很快超過尼夫赫人，一些族人開始受雇看守監獄或追捕逃犯。移民也帶入了傳染病，天花、鼠疫、流感等疾病的流行造成期间原住民人口的減少。俄國當地官員還通過征收重稅，限制尼夫赫人在沿海和河流的捕魚活動。1880年代起，日本捕魚企業便得到許可前來庫頁島捕魚，直到1948年方止。清光緒年間，不少原住民（費雅喀、赫哲）以及滿人移民為躲避俄人迫害，紛紛逃回清國境內。1898年起，過度捕撈引起的魚類減少使尼夫赫人多次陷入饑荒，迫使族人改變生活方式，引入俄式食物。同時，逐漸崛起的日本帝国也積極向該地區擴張。1905年，日俄戰爭結束，《朴次茅斯和约》规定日俄以北緯50度為界分治庫頁島。
1922年蘇聯成立，蘇維埃政府改變了沙俄的政治措施，蘇聯官方用族人的自稱“尼夫赫”取代了“吉利亚克”的原稱呼，成立過短暫存在的尼夫赫自治地區，并保障族人的大量捕魚權，直至1960年代廢止。然而，蘇聯的經濟政策對尼夫赫人是毀滅性的，他們被強迫於集體農莊從事工農業勞動。漁獵為生的尼夫赫人相信耕地是一種罪惡，對農業非常抵觸。因此，在大規模的俄羅斯族勞動力涌入之後，尼夫赫人淪為次等階層，同時，尼夫赫語被禁止在學校和公共場所使用，俄語則強制推行，族人俄化加速；受到大日本帝國所推行的皇民化運動的影響，居住在庫頁島南部的尼夫赫人被迫學習日語，禁用尼夫赫語，採用日本姓氏，日常穿著和服，責令停止其傳統習俗，加速族人日本化。
一系列外來影響之后，尼夫赫人的生活方式終于被不可逆轉地改變，傳統的漁獵、采集经济不復存在。蘇聯政府將其視為從原始社會轉入社會主義社會的樣板而宣傳；日本政府則將其視為皇民化運動的成功，許多尼夫赫民間故事、信仰、宗族關係都被新一代遺忘。
居住在庫頁島南部的尼夫赫人被登記為有別於內地人的族群，並被視為外國人，但具有日本國籍。 1945年，蘇聯收復庫頁島南部，至1948年，許多尼夫赫人連同半數以上的鄂罗克人、全部阿伊努人和大和人被迫遷往北海道，后來方有部分返回，有部分最後選擇留在北海道的尼夫赫人加入了全國樺太聯盟。在戰爭結束後的日本，尼夫赫人的選舉權被暫停，但他們在1952年《舊金山和約》生效時恢復了選舉權。
在蘇聯，新环境中的尼夫赫人逐漸依賴於集體制經濟。1962年，蘇聯當局將尼夫赫人重新安置，把眾多小村落的尼夫赫人集中到數個大的居民點，到1986年，薩哈林地區的尼夫赫居民點從原先的82個減少到13個；在日本，尼夫赫人生活在城市或鄉村中，他們主要居住在北海道的網走市、函館市以及札幌市，東京都也有尼夫赫人居住。隨著日本戰後經濟的複蘇，尼夫赫人的生活水平和人均收入有所提高，但在日本泡沫經濟時期，日元大幅升值，尼夫赫人的生活水平和人均收入遭到了沉重的打擊，還導致一些尼夫赫人無家可歸。
1991年蘇聯解體，國家资助的集體農莊制度无法维持下去而廢止，尼夫赫人的處境更加艱難。庫頁島北部的尼夫赫人受到欧洲企業的大型石油開發計劃的威脅。2005年1月以來，尼夫赫人推選阿列克謝·利曼佐領導展開非暴力抗議活動，爭取民族權益。而日本境內的尼夫赫人在一定程度上受到日本人（大和民族）的歧視。
目前俄罗斯、日本两国的尼夫赫人数量有数千人，但许多人居住在俄罗斯境内。在日本比較没有明确的统计数据；1989年，日本有564名尼夫赫人。

## 語言
尼夫赫語（Нивхгу диф）或稱吉利亚克語是一種孤立語言，有時歸類于古西伯利亞語。尼夫赫語的許多詞匯與阿伊奴語、朝鲜語和阿爾泰語系的語言相似，但并沒有規則的語音對應關係，因此這些相似的詞匯很可能是借詞。一說尼夫赫語與新羅語、伽耶語相似。
尼夫赫語可分為四種方言，分別為黑龍江方言，北庫頁方言，南庫頁方言和東庫頁方言。黑龍江方言與東庫頁方言使用者之間通話困難，北庫頁方言介于二者之間。

## 社會
在《開元新志》中，尼夫赫有四個部落：囊家儿、福里期、兀剌和纳衣。他們流行妻姊妹婚，以妹為妾。衣狗皮，食狗肉，夏天穿魚皮。尼夫赫人女多男少，十歲即結婚，女性先與狗結一次婚，再與人結婚。大明一統志说尼夫赫人分四部：累龍江下游一部，黑龍江入海口以北的海島一部，庫頁島上一部，鄂霍次克海以北一部。與野人女真雜居。夏天於海邊生活，冬季於山中生活。

### 經濟
尼夫赫人的傳統經濟是捕魚、捕獵海獸、林中狩獵和采集業，以及飼養大群的狗。狗是他們唯一的牲畜（戶中每人養3-5隻）。
捕魚是尼夫赫人最主要的食物來源。捕魚在全年都會進行，多捕撈洄游魚類，如鮭魚和鱘魚，并制作的魚干作為冬季的主要食物。近海的尼夫赫人還會捕獵海洋哺乳動物，特別是海豹和海獅，具體方法是劃船接近海獸，然后投出魚叉獵取。林中狩猎也是一个重要的生产部门，主要獵物有鹿、狐貍、水獺、貂等。獵鹿常在早春，獵取幼狐從夏季開始，捕貂則在深秋。狗的飼養非常引人注目，17世紀時，一些家族甚至飼養300-500只狗，可供捕獵和食用。他們需要的糧食由最近的璦琿地區使馬的達斡爾族提供。

### 村落
尼夫赫人從事漁獵、采集的半游牧生活，有夏季和冬季的永久性定居點，通常由二至八個家系組成，以四家最為多見。較大規模的村落多集中在黑龍江口。這些定居點可持續使用多年，有時會被洪水沖垮。如1915年和1968年的洪水就破壞了許多尼夫赫人村落。深秋季節，村中男勞力均出門狩獵，女人則在林中采集食物。到冬天，人們移居到河畔的冬季居住點，捕撈鮭魚。他們很好客，在黑龍江上游居住的那乃人在嚴冬常到尼夫赫人的村落停留。

## 宗教
尼夫赫人的信仰基于萬物有靈，特別是通過薩滿教。俄羅斯殖民者到來后，盡力傳播俄羅斯東正教，許多尼夫赫人至少在形式上皈依了東正教。

### 原始崇拜和熊祭
古亞細亞民族信仰的一個特色是崇拜逆戟鯨。過去，尼夫赫人认为逆戟鲸是為人们驅送鲑鱼和海豹的神靈。俄罗斯人到來之前，他們从不捕食逆戟鲸，後來受俄罗斯人影响，尼夫赫人也逐渐開始捕食逆戟鲸。
尼夫赫人還崇拜火神，火神老夫婦住在爐火中央，因此對火的使用曾有許多禁忌。在春季出發捕猎海豹、秋季出發狩猎山兽之前，或在婴儿出生、族人去世之时，都要祭祀火神。他們向水與水神祭祀，是其他民族中不多的。
世居黑龙江流域的诸民族，如鄂温克族、鄂伦春族、赫哲族（那乃族）、乌尔奇人，以及生活在庫頁島的阿伊努人等都曾奉行熊图腾崇拜。熊是作為神、祖先、圖騰、食物贈予者出現的聖獸。熊也是朝鮮人、貊族的圖騰之一，檀君即為熊女所生，像徵韓民族其中一族源是北亞民族。而在尼夫赫人、乌尔奇人和阿伊努人中，除這些習俗外，还舉行“熊祭”（或稱“熊節”、“熊靈祭”）。具體過程，是捕捉熊崽带回村中，由婦女照顧孩童般喂养大，待幼熊长到2～3岁时，於一二月間，举行特殊的仪式，将熊杀死，然后按照一定規矩吃掉熊肉，并将熊头、熊骨处理好。熊在北亞民族中被稱為父親，祖父，老人，爺爺。尼夫赫人相信每一氏族也有他們的熊，與他們有血緣關係。
清代学者曹廷杰在其著作《西伯利东偏纪要》中記載，由于“济勒迷”（尼夫赫人）的影响，“不剃发黑斤”（乌尔奇人）也有了“弄熊为戲”的風俗。
蘇聯存在期間，熊祭遭到限制，近年來又作為一個文化而非宗教節日而重新興起。他們也有犬崇拜，通古斯語族常說狗國可能指他們。
他们死后一般风葬或水葬。

### 薩滿教
對尼夫赫人來說，薩滿的主要作用是驅邪治病。以源自動植物的材料制作藥品，并用護身符來防病。薩滿通常收取食物、石英等作為報償。

## 相關書目
- Anton Chekhov, Anton Pavlovich, and Brian Reeve. (1993) A Journey to Sakhalin. Cambridge: Ian Faulkner. ISBN 1-85763-005-X
- Grant, Bruce (1995) In the Soviet House of Culture. Princeton, New Jersey: Princeton University Press. ISBN 0-691-03722-1
- Chuner Taksami, Ch. M (1967) Nivkhi: Sovremennoe Khoziaistvo, Kul'tura i Byt. [The Nivkhs: Contemporary Economy, Culture, and Way of Life]. （俄文） Leningrad: Nauka

## 外部連結
- The Nivkhs （页面存档备份，存于） from The Red Book of the Peoples of the Russian Empire
- Norwegian Polar Institute article （页面存档备份，存于）
- Sound Materials of the Nivkh Language （页面存档备份，存于） The World's Largest Sound Archive of the Nivkh Language on the Web
- Shell Oil on Sakhalin - Putting Profits before People and the Environment
- «Мир в лицах»: фотограф полгода путешествовал по Сибири, где заснял представителей коренных народов России （页面存档备份，存于）